# Frank Lillie Pollack
Frank Lillie Pollack (Ontario, Kanada, 1876. február 4. – 1957) kanadai sci-fi-szerző.

## Munkássága
Legismertebb műve a Finis (Vége) novella, amely magyarul is napvilágot látott. Ez 1906-ban jelent meg először a The Argosy magazinban. Korát megelőző témaválasztása miatt nagyon sok antológiában megjelent.

## Művei
- The Treasure Trail (1906)
- The Frozen Fortune (1910)
- Northern Diamonds (1917, The Youth's Companion magazin)
- Wilderness Honey (1917)
- The Woods-Rider (1922)
- The Timber Treasure (1923)
- The Glacier Gate (1926)
- Honey of Danger (1927)
- Mirador Treasure (1927)
- Bitter Honey (1935)
- Jupiter Eight (1936)